# Salacia khasiana
Salacia khasiana är en benvedsväxtart som beskrevs av Purkay. Salacia khasiana ingår i släktet Salacia och familjen Celastraceae. Inga underarter finns listade.